# Lycaena patago
Lycaena patago är en fjärilsart som beskrevs av Paul Mabille 1885. Lycaena patago ingår i släktet Lycaena och familjen juvelvingar. Inga underarter finns listade i Catalogue of Life.